# سرداب مجیرآباد
سرداب مجیر آباد مربوط به دوره متاخر اسلامی دوره قاجار است و در شهرستان ابرکوه، بخش بهمن، دهستان مهرآباد، روستای شهر آباد، صحرای مجیرآباد واقع شده و این اثر در تاریخ ۲۲ آبان ۱۳۸۶ با شمارهٔ ثبت ۱۹۸۹۷ به‌عنوان یکی از آثار ملی ایران به ثبت رسیده است.